# Salvador Gámiz Fernández
Salvador Gámiz Fernández (Victoria de Durango, Durango; 9 de julio de 1922) es un político mexicano, miembro del Partido Revolucionario Institucional. Fue gobernador de Durango de 1979 a 1980.

## Biografía
Realizó sus estudios básicos en la ciudad de Durango y luego se trasladó a la Ciudad de México a estudiar en la Vocacional No. 4 y luego medicina, ambos en el Instituto Politécnico Nacional (IPN). Inició en política como discípulo de Vicente Lombardo Toledano e integrante del entonces Partido Popular (PP) y fue integrante del grupo político del IPN que encabezó Jesús Robles Martínez, pero desde 1958 es miembro del PRI. Fue presidente de la Federación Nacional Estudiantil de la Escuela para Hijos de Trabajadores, de 1948 a 1951 encabezó la Federación de Jóvenes Mexicanos, y de 1953 a 1955 secretario general de la Federación Nacional de Estudiantes Técnicos (FNET).
Miembro de una destacada familia política de Durango: su abuelo Máximo Gámiz Alcalde combatió en el ejército republicano durante la intervención francesa; su padre Everardo Gámiz Olivas fue diputado local y federal; sus hermanos Everardo y Máximo Gámiz Fernández fueron entre otros cargos, diputado federales; y su sobrino Máximo Gámiz Parral fue presidente municipal de Durango. También fueron sus sobrinos —hijos de su hermano Emilio Gámiz Fernández— Arturo Gámiz García, líder del Grupo Popular Guerrillero muerto en el asalto al cuartel de Madera en 1965, junto al siguiente hermano, Emilio; el tercero, Jacobo, fue víctima de desaparición forzada en 1974.
De 1960 a 1969 ejerció como médico en hospitales de la Secretaría de Salud y fue director de una clínica del Instituto de Seguridad y Servicios Sociales de los Trabajadores del Estado (ISSSTE). De 1960 a 1965 fue asistente del presidente nacional del PRI Alfonso Corona del Rosal, fue presidente del comité estatal del partido en Durango y delegado del comité nacional en 1964.
En 1970 fue postulado candidato del PRI a senador por Durango en primera fórmula, resultando elegido para el periodo de ese año al de 1976 y que correspondieron a las Legislaturas XLVIII y XLIX. En ellas fue integrante de la Gran Comisión; presidente de la comisión de Salud; 1.º secretario de la 1.ª comisión de Relaciones Exteriores; y, 2.º secretario de la comisión de Beneficencia Pública.
De 1970 a 1971 sue secretario de Acción Política del comité nacional del PRI y en 1973 subsecretario del mismo ramo en el comité nacional. En 1974 fue mencionado como aspirante a la candidatura del PRI a la gubernatura de Durango pero el postulado fue Héctor Mayagoitia Domínguez; sin embargo el 14 de diciembre de 1979 Mayagoitia dejó la gubernatura de Durango al ser nombrado director general del Instituto Politécnico Nacional por el presidente José López Portillo, al día siguiente el Congreso de Durango lo nombró gobernador de forma interina, culminando el periodo el 14 de septiembre de 1980.